# 天船四
天船四，即英仙座ψ（ψ Persei），是一颗位于英仙座的Be星，距离地球约700光年。
Be星是一种壳层星，在其赤道周围有气体的星周盘环绕，天船四有明显的发射光谱，视星等也在变化。 天船四的自转非常快速，赤道的投影自转速度(v sin i)至少为390 km/s。
天船四可能是疏散星团英仙座α星团的成员，但它的自行速度明显高于英仙座α星团的其他恒星。